# 定風波 (歌曲)
定風波是一首由香港歌手張學友演唱的一首冠軍單曲，電影《大上海》的主題曲。

## 介紹
在電影《大上海》殺青后，監製劉偉強和導演王晶邀請張學友為該片演唱主題曲，《定風波》由高世章譜曲，岑偉宗填詞，歌詞主要講訴電影中的主要角色成大器波瀾不驚的一生。由於電影《大上海》製作以及演員陣容強大，在公映前本來就已受到關注，再加上請來張學友演唱主題曲，令該片廣受關注。
《定風波》的MV由王晶導演，劉偉強和張學友亦參與製作。王晶亦有表示《定風波》的MV將電影所有的精華融入其中「是一個完美的音樂預告片」。
歌曲錄製完後即刻開始在華語地區各大電臺派臺，成績亦不俗，其中在《華語流行排行榜》中已經蟬聯兩周的冠軍。

### 派臺成績

#### 華語流行排行榜
- 冠軍 連兩周 上榜周數 2 最高名次 1

#### 全球流行音樂金榜
- 季軍 上榜周數 2 最高名次 3

#### 香港電臺中文歌曲龍虎榜
- 季軍 上榜周數 7 最高名次 3

#### 叱咤903專業推介
- 亞軍 上榜周數 2 最高名次 2

## 獎項
第32屆香港電影金像獎最佳原創電影歌曲获奖。